# Exochomus pubescens
Exochomus pubescens is een keversoort uit de familie lieveheersbeestjes (Coccinellidae). De wetenschappelijke naam van de soort is voor het eerst geldig gepubliceerd in 1848 door Küster.